# Облученский тоннель
Облученский тоннель — железнодорожный тоннель, расположенный на 8193-м км участка Облучье — Известковая Дальневосточной железной дороги между станциями Облучье и Ударный.
Находится в Облученском районе Еврейской автономной области на Облученской дистанции пути, которая эксплуатирует все Хинганские тоннели.
Старый Облученский тоннель длиной 311 м построен в 1913—1915 годах при прокладке восточной части Амурской железной дороги, тоннель строился под два пути, как и все остальные старые Хинганские тоннели. Параллельно старому двухпутному тоннелю в 2011-2013 годах возведён новый однопутный Облученский тоннель длиной 860 м.
После ввода нового тоннеля в эксплуатацию старый тоннель был закрыт на реконструкцию. Работы по реконструкции старого тоннеля велись с августа 2013 года по сентябрь 2014 года. После окончания реконструкции старый тоннель стал однопутным и используется под четный путь, новый — под нечетный путь.

## Геологические условия
Старый Облученский тоннель пройден в сбросовой части грабена, чем обусловлена раздробленность горных пород участка, находится в зоне пересечения двух неотектонических разломов.
Новый Облученский тоннель пролегает в скальных породах массива. В целом, инженерно-геологические условия проходки нового тоннеля благоприятны для строительства. Негативным фактором является интенсивная трещиноватость пород, а также сейсмичность района, которая составляет 8 баллов (интенсивность землетрясений в припортальных частях может достигать 10 баллов).

## Состояние перед реконструкцией
Старый Облученский тоннель являлся серьезным барьерным местом на Транссибе. Скорость движения поездов была ограничена до 25—40 км/ч. Скрещение (перевозка по встречным направлениям) всех негабаритных грузов по тоннелю была запрещена. По заключению экспертов, тоннель имел большой технический износ. Аварийное состояние тоннеля (обводненность, деформации и разрушения каменной кладки, дефектность обратного свода) требовало дополнительных эксплуатационных затрат — как на содержание верхнего строения пути, так и на содержание сооружения в целом.

## Реконструкция тоннеля
Работы по модернизации Облученского тоннеля проводились в связи с износом сооружения, а также в связи с ростом грузопотока по Транссибирской магистрали в направлении портов Дальнего Востока — Транссиб практически исчерпал свои резервы для увеличения объемов перевозок.
Работы осуществлялись в рамках инвестиционной программы ОАО РЖД «Снятие инфраструктурных ограничений». Стоимость реализации двух этапов проекта в прогнозных ценах составила около 4,16 млрд рублей.
Реконструкция тоннеля проводилась в два этапа.
1. На первом этапе был построен однопутный тоннель протяженностью 860 м. Работы начались в сентябре 2011 года. В эксплуатацию тоннель планировалось сдать в ноябре 2013 года. После начала движения по новому тоннелю начались работы по реконструкции старого двухпутного тоннеля.
2. На втором этапе реконструкции старый двухпутный тоннель переустроен в однопутный. Проведены работы по переустройству обделки, водопонижению и изменению габаритов.

Проектом реконструкции было предусмотрено также увеличение радиуса кривых участков пути на подходах к Облученскому тоннелю, переустройство объектов энергоснабжения, контактной сети, устройств сигнализации, централизации и блокировки.
В проект были включены строительство двухквартирного коттеджа для эксплуатационников Облученской дистанции пути, расширение производственной базы цеха инженерных сооружений. Кроме того, по предложению главного инженера Дальневосточной железной дороги Владимира Крапивного в проект включили сооружение памятной композиции под условным названием «Строителям хинганских тоннелей».
Проектная документация была подготовлена ОАО «Росжелдорпроект». Генеральный подрядчик — ОАО «СТРОЙ-ТРЕСТ». Работы на объекте выполнялись подразделениями ООО «Тоннельный отряд № 12 — Бамтоннельстрой», ЗАО «Мостоотряд № 64».

## Схема нового Облученского тоннеля
Тоннель имеет односкатный профиль с уклоном 10,5 ‰ (то есть на тысячу метров пути подъём составляет 10,5 метров) к западному порталу. В плане расположен на круговой кривой радиусом 600 м. Максимальная глубина заложения нового Облученского тоннеля составляет 52,3 метра.

## Первый этап реконструкции — строительство нового Облученского тоннеля
Объем работ по первому этапу реконструкции:
- строительство нового однопутного тоннеля параллельно существующему;
- устройство монолитной железобетонной обделки и замкнутой пленочной гидроизоляции;
- устройство безбалластного бесстыкового пути на малогабаритных рамах с укладкой демпферных матов;
- устройство водоотводных лотков с подогревом;
- устройство монолитных железобетонных порталов тоннелей.

### Способ проходки
Проходка тоннеля осуществлялась буровзрывным способом. Со стороны западного портала забой разрабатывался на полное сечение тоннеля. Со стороны восточного портала проходка велась двумя уступами.

### Задействованная техника
Для бурения скважин под шпуры использовались буровая установка Atlas Copco Boomer E3C и самоходная буровая установка Robolt 08-3. Для расчистки горных выработок после взрыва и доработки забоя применялись горно-шахтная машина Scamec 2000L и тоннельный экскаватор Liebherr R944C. Стальная крепь временной обделки устанавливалась при помощи специализированной горно-шахтной машины Utolift 2000 BAQ NIP. Нагнетание бетонной смеси за обделку тоннеля производилась при помощи торкрет установки Spraymec 7110. Для откатки породы после взрыва использовались погрузо-доставочные машины Sandvik LH-410.

### Хронология работ
- Сентябрь 2011 года. — На западном портале начались работы по проходке тоннеля[12].
- Ноябрь 2011 года. — Началась проходка тоннеля с восточного портала[12].
- Май 2012 года. — Начаты работы по устройству пленочной гидроизоляции и армированию постоянной обделки[12].
- 29 мая 2012 года. — Состоялась сбойка верхней (калоттной) части тоннеля[12].
- Май 2013 года. — Завершились работы по обустройству нового Облученского тоннеля[13].
- 31 октября 2013 года. — Открыто движение по новому Облученскому тоннелю[14].

## Второй этап реконструкции — ремонт старого Облученского тоннеля
В период проведения ремонтных работ в старом Облученском тоннеле поезда шли через новый тоннель. Планировалось, что в сутки по участку будет проходить 26 поездов в четном направлении и 23 — в нечетном.
15 сентября 2014 года в торжественной обстановке состоялся пропуск первого грузового поезда по обновленному Облученскому тоннелю.